# Copa das Confederações da CAF de 2008
A Copa das Confederações da CAF de 2008 foi a quinta edição do então novo torneio africano de clubes continental Copa das Confederações da CAF. O  CS Sfaxien da Tunísia, foi o primeiro bicampeão do torneio.

## Equipes classificadas
| Associação                                                       | Equipe                                                           |
| Associações elegíveis para entrar com duas equipes (Ranking 1–8) | Associações elegíveis para entrar com duas equipes (Ranking 1–8) |
| ---------------------------------------------------------------- | ---------------------------------------------------------------- |
| Argélia                                                          | - JSM Béjaïa - MC Alger                                          |
| Camarões                                                         | - Mount Cameroon - Les Astres                                    |
| Costa do Marfim                                                  | - ES Bingerville - Issia Wazi                                    |
| Senegal                                                          | - Linguère - Casa Sport                                          |
| Tunísia                                                          | - Sfaxien - Espérance                                            |
| República Democrática do Congo                                   | - Maniema Union - Vita                                           |
| Nigéria                                                          | - Dolphins - Wikki Tourists                                      |
| Angola                                                           | - Petró Atlético - 1° de Maio                                    |
| Associações elegíveis para entrar com uma equipes (Ranking 9–37) |                                                                  |
| Egito                                                            | - Haras El Hodood                                                |
| Gana                                                             | - Asante Kotoko                                                  |
| África do Sul                                                    | - Ajax Cape Town                                                 |
| Sudão                                                            | - Al-Merrikh                                                     |
| Líbia                                                            | - Al Akhdar                                                      |
| Marrocos                                                         | - Rachad Bernoussi                                               |
| Mali                                                             | - Djoliba                                                        |
| Uganda                                                           | - Express                                                        |
| Tanzânia                                                         | - Young Africans                                                 |
| Guiné                                                            | - Satélite                                                       |
| Zâmbia                                                           | - Green Buffaloes                                                |
| Zimbabwe                                                         | - Highlanders                                                    |
| Gabão                                                            | - Mangasport                                                     |
| Ruanda                                                           | - Rayon Sport                                                    |
| Togo                                                             | - Masséda                                                        |
| Madagáscar                                                       | - Adema                                                          |
| Chade                                                            | - CotonTchad                                                     |
| Guiné Equatorial                                                 | - Akonangui                                                      |
| Moçambique                                                       | - Ferroviário                                                    |
| Libéria                                                          | - Black Star                                                     |
| República do Congo                                               | - JS Talangai                                                    |
| Benim                                                            | - UNB                                                            |
| Níger                                                            | - AS-FNIS                                                        |
| Gâmbia                                                           | - Ports Authority                                                |
| Burundi                                                          | - Inter Star                                                     |
| Ilhas Maurícias                                                  | - Petite Riviere                                                 |
| Seicheles                                                        | - Anse Réunion                                                   |
| Etiópia                                                          | - Harar Beber                                                    |
| Zanzibar                                                         | - Chipukizi                                                      |

## Rodadas de Qualificação

### Fase pré-eliminatória
| Equipe 1        | Total       | Equipe 2            | 1.º jogo | 2.º jogo |
| --------------- | ----------- | ------------------- | -------- | -------- |
| Masséda         | 3–1         | UNB                 | 2–0      | 1–1      |
| Black Star      | 0–3         | Satélite            | 0–0      | 0–3      |
| Mangasport      | 5–0         | AS-FNIS             | 3–0      | 2–0      |
| Ports Authority | 0–4         | ES Bingerville      | 0–1      | 0–3      |
| Maniema Union   | 3–0         | Akonangui           | 3–0      | 0–0      |
| Express         | 1–1 (5–4 p) | Inter Star          | 1–0      | 0–1      |
| Adema           | 1–2         | Young Africans      | 1–0      | 0–2      |
| CotonTchad      | 1           | Al Akhdar           | w/o      | w/o      |
| Highlanders     | 3–1         | Ferroviário Nampula | 3–0      | 0–1      |
| Chipukizi       | 0–7         | Green Buffaloes     | 0–5      | 0–2      |
| Harrar Beer     | 2–2 (3–5 p) | Rayon Sport         | 2–0      | 0–2      |
| Anse Réunion    | 2–1         | Petite Rivière      | 2–1      | 0–0      |
| JS Talangaï     | 3–5         | Mount Cameroon      | 2–1      | 1–4      |

1 Os clubes de  República Centro-Africana,  Chade,  Quénia,  Ruanda and  Serra Leoa foram desqualificados por problemas financeiros.

### Primeira pré-eliminatória
| Equipe 1         | Total       | Equipe 2        | 1.º jogo | 2.º jogo |
| ---------------- | ----------- | --------------- | -------- | -------- |
| Issia Wazi       | 3–4         | Masséda         | 2–0      | 1–4      |
| Rachad Bernoussi | 3–3(g.f)    | Espérance       | 3–1      | 0–2      |
| Djoliba          | 3–0         | Satélite        | 2–0      | 1–0      |
| Petro Atletico   | 1–3         | Mangasport      | 1–2      | 0–1      |
| Linguère         | 3–3 (– p)   | ES Bingerville  | 3–0      | 0–3      |
| Sfaxien          | 2–1         | JSM Béjaïa      | 1–0      | 1–1      |
| Les Astres       | 2–0         | Maniema Union   | 2–0      | 0–0      |
| Vita             | 0–0 (4–2 p) | Express         | 0–0      | 0–0      |
| Al Akhdar        | 2–1         | Young Africans  | 1–1      | 1–0      |
| MC Alger         | 0–1         | Haras El Hodood | 0–0      | 0–1      |
| Green Buffaloes  | 1–2         | Highlanders     | 1–1      | 0–1      |
| Al-Merrikh       | 3–0         | Rayon Sport     | 3–0      | 0–0      |
| Ajax Cape Town   | 5–1         | Anse Réunion    | 1–0      | 4–1      |
| 1º de Maio       | 1–2         | Mount Cameroon  | 0–2      | 1–0      |
| Casa Sport       | 1–2         | Dolphins        | 0–0      | 1–2      |
| Wikki Tourists   | 3–6         | Asante Kotoko   | 2–2      | 1–4      |

### Segunda pré-eliminatória
| Equipe 1       | Total    | Equipe 2        | 1.º jogo | 2.º jogo |
| -------------- | -------- | --------------- | -------- | -------- |
| Masséda        | 2–6      | Espérance       | 1–0      | 1–6      |
| Djoliba        | 5–2      | Mangasport      | 3–1      | 2–1      |
| Linguère       | 4–4(g.f) | Sfaxien         | 3–2      | 1–2      |
| Les Astres     | (g.f)1–1 | Vita            | 0–0      | 1–1      |
| Al Akhdar      | 1–2      | Haras El Hodood | 1–1      | 0–1      |
| Highlanders    | 1–5      | Al-Merrikh      | 0–2      | 1–3      |
| Ajax Cape Town | 5–6      | Mount Cameroon  | 5–1      | 0–5      |
| Dolphins       | 3–4      | Asante Kotoko   | 2–0      | 1–41     |

1 O segundo jogo foi abandonado por uma tempestade.

## Play Off
Nesta rodadas o 8 ganhadores das oitavas, jogavam contra os perdedores da Liga dos Campeões da CAF de 2008, para avançar a fase de grupos
| Mamelodi Sundowns | Platinum Stars | Africain   | Etoile du Sahel |
| Interclube        | Al Ittihad     | JS Kabylie | Khouribga       |

| Equipe 1          | Total       | Equipe 2        | 1.º jogo | 2.º jogo |
| ----------------- | ----------- | --------------- | -------- | -------- |
| Etoile du Sahel   | 2–0         | Espérance       | 2–0      | 0–0      |
| Africain          | 0–0 (5–3 p) | Djoliba         | 0–0      | 0–0      |
| Platinum Stars    | 2–4         | Sfaxien         | 2–2      | 0–2      |
| JS Kabylie        | 2–1         | Les Astres      | 1–1      | 1–0      |
| Mamelodi Sundowns | 1–2         | Haras El Hodood | 1–0      | 0–2      |
| Khouribga         | 2–2(g.f)    | Al-Merrikh      | 2–2      | 0–0      |
| Interclube        | 3–2         | Mount Cameroon  | 2–1      | 1–1      |
| Al Ittihad        | 3–4         | Asante Kotoko   | 2–1      | 1–3      |

## Fase de Grupos (Semifinais)
|  | Vencedor do grupo |

### Grupo A
| Time            | J | V | E | D | GP | GC | SG  | Pts |
| --------------- | - | - | - | - | -- | -- | --- | --- |
| Sfaxien         | 6 | 4 | 1 | 1 | 11 | 6  | +5  | 13  |
| Haras El Hodood | 6 | 3 | 1 | 2 | 10 | 6  | +4  | 10  |
| Africain        | 6 | 2 | 2 | 2 | 7  | 6  | +1  | 8   |
| Interclube      | 6 | 1 | 0 | 5 | 6  | 16 | −10 | 3   |

|                 | CSS | HEH | CAF | GDI |
| --------------- | --- | --- | --- | --- |
| Sfaxien         | —   | 1-0 | 2-0 | 4-1 |
| Haras El Hodood | 3-1 | —   | 2-1 | 4-1 |
| Africain        | 0-0 | 1-1 | —   | 3-0 |
| Interclube      | 2-3 | 1-0 | 1-2 | —   |

### Grupo B
| Time            | J | V | E | D | GP | GC | SG | Pts |
| --------------- | - | - | - | - | -- | -- | -- | --- |
| Etoile du Sahel | 6 | 3 | 1 | 2 | 8  | 6  | +2 | 10  |
| Al-Merrikh      | 6 | 3 | 0 | 3 | 9  | 8  | +1 | 9   |
| JS Kabylie      | 6 | 3 | 0 | 3 | 8  | 9  | −1 | 9   |
| Asante Kotoko   | 6 | 2 | 1 | 3 | 7  | 9  | −2 | 7   |

|                 | ESS | ALM | JSK | KAK |
| --------------- | --- | --- | --- | --- |
| Etoile du Sahel | —   | 2-1 | 2-0 | 2-0 |
| Al-Merrikh      | 2-0 | —   | 3-1 | 2-1 |
| JS Kabylie      | 1-0 | 3-1 | —   | 2-0 |
| Asante Kotoko   | 2-2 | 1-0 | 3-1 | —   |

## Finais
| 08 de novembro de 2008 | Sfaxien | 0 – 0 | Etoile du Sahel | Estádio Taïeb Mhiri, Sfax |
|                        |         |       |                 | Árbitro: Mohamed Benouza  |

| 22 de novembro de 2008 | Etoile du Sahel         | 2 – 2 | Sfaxien            | Estádio Olímpico de Sousse, Sousse |
|                        | Opara 75' Abdennour 78' |       | Opaku 2' Nafti 74' | Árbitro: Eddy Maillet              |

### Agregado
| Equipe 1 | Resultado | Equipe 2        |
| -------- | --------- | --------------- |
| Sfaxien  | 2-2(g.f)  | Etoile du Sahel |

## Campeão
| Copa das Confederações da CAF campeão |
| ------------------------------------- |
| Tunísia                               |
| Sfaxien (2° Titúlo)                   |
| Técnico : Ghazy Gherairi              |

## Artilheiros
| Nome                  | Clube           | Gols |
| --------------------- | --------------- | ---- |
| Eric Bekoe            | Asante Kotoko   | 10   |
| Ahmed Abdelghani      | Haras El Hodood | 5    |
| Agyeman Prempeh Opoku | CS Sfaxien      | 4    |
| Emeka Opara           | Etoile Sahel    | 4    |
| Karim Nafti           | CS Sfaxien      | 4    |
| Kouassi Blaise        | CS Sfaxien      | 3    |
| Alaa Abdul-Zahra      | Al-Merrikh      | 3    |
| Faisal Agab           | Al-Merrikh      | 3    |
| Abdelhamid Ammari     | Al-Merrikh      | 3    |
| Mugahid Mohamed       | Al-Merrikh      | 3    |
| Haytham Tambal        | Al-Merrikh      | 3    |